# 月と太陽 (太陽とシスコムーンの曲)
「月と太陽」（つきとたいよう）は、女性アイドルグループ太陽とシスコムーンの1枚目のシングル。1999年4月21日発売。

## 概要
DDIポケットのCMソングとして作られた曲で、当初はこの曲だけの企画ユニットとして「太陽とシスコムーン」は解散する予定だった。その後、つんくがレコード会社に存続を提案、結果「デビュー曲がオリコン初登場6位以上でなければ即解散」という条件で発売されることになった。この6位とは、モーニング娘。のメジャーデビューシングルである「モーニングコーヒー」の初登場順位である。
結果的にはオリコン初登場4位を記録し、グループ存続となった。
第二電電（DDIポケット）CMソング、テレビ東京系列『アイドルをさがせ!』エンディングテーマ。

## 収録曲
全作詞・作曲：つんく　全編曲：小西貴雄・下町兄弟
1. 月と太陽
2. Get on my Love
3. 月と太陽 (Instrumental)

## 参加ミュージシャン
月と太陽
- プログラミング：小西貴雄・下町兄弟
- マニピュレータ：勝浦剛
- ベース：笹本安詞
- バックグラウンドボーカル：太陽とシスコムーン・つんく
- MC：つんく・下町兄弟・MA HUA

Get on my Love
- プログラミング：小西貴雄・下町兄弟
- マニピュレータ：勝浦剛
- バックグラウンドボーカル：太陽とシスコムーン・つんく